# St. Petrus (Satuelle)

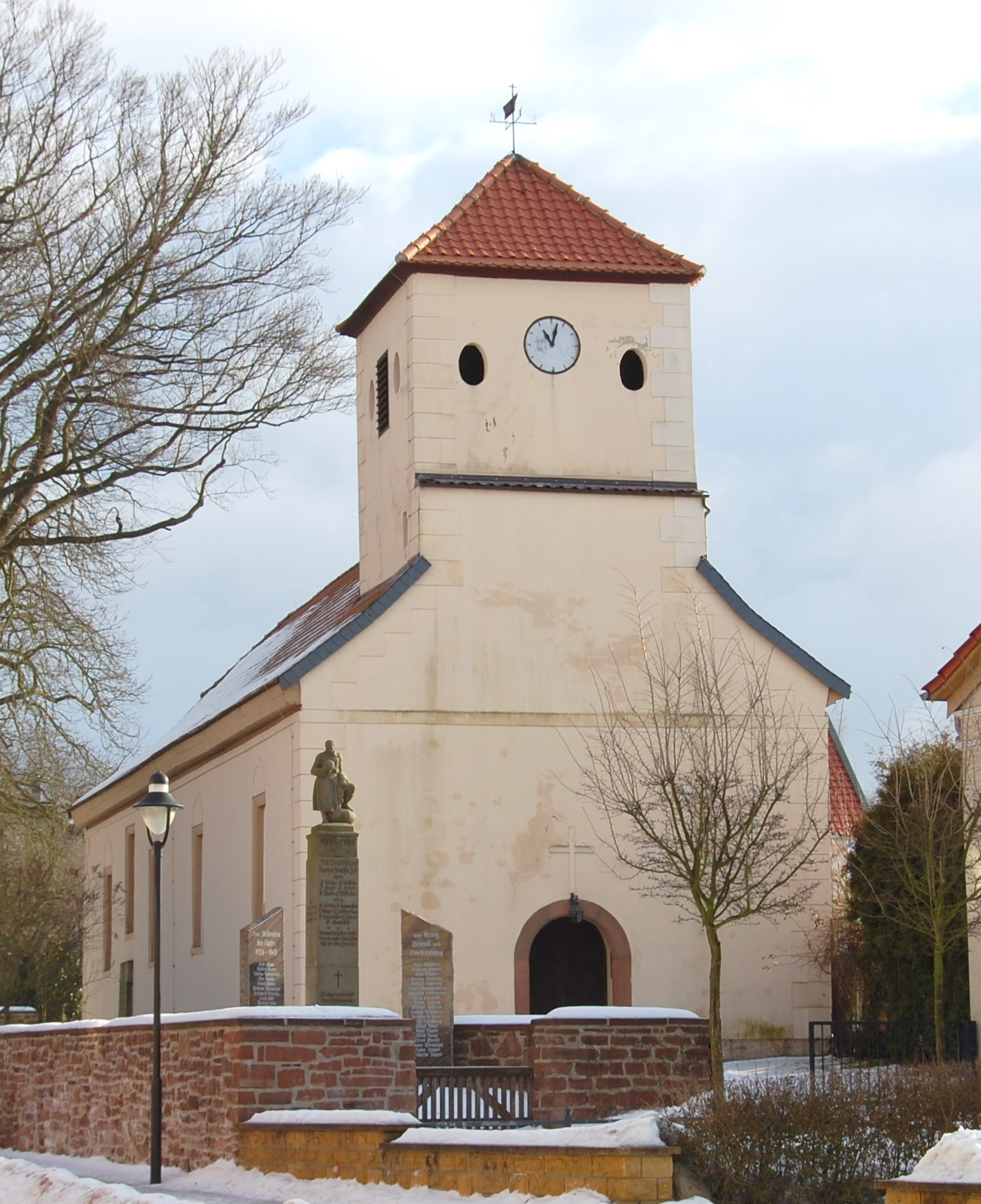
Sankt-Petrus-Kirche

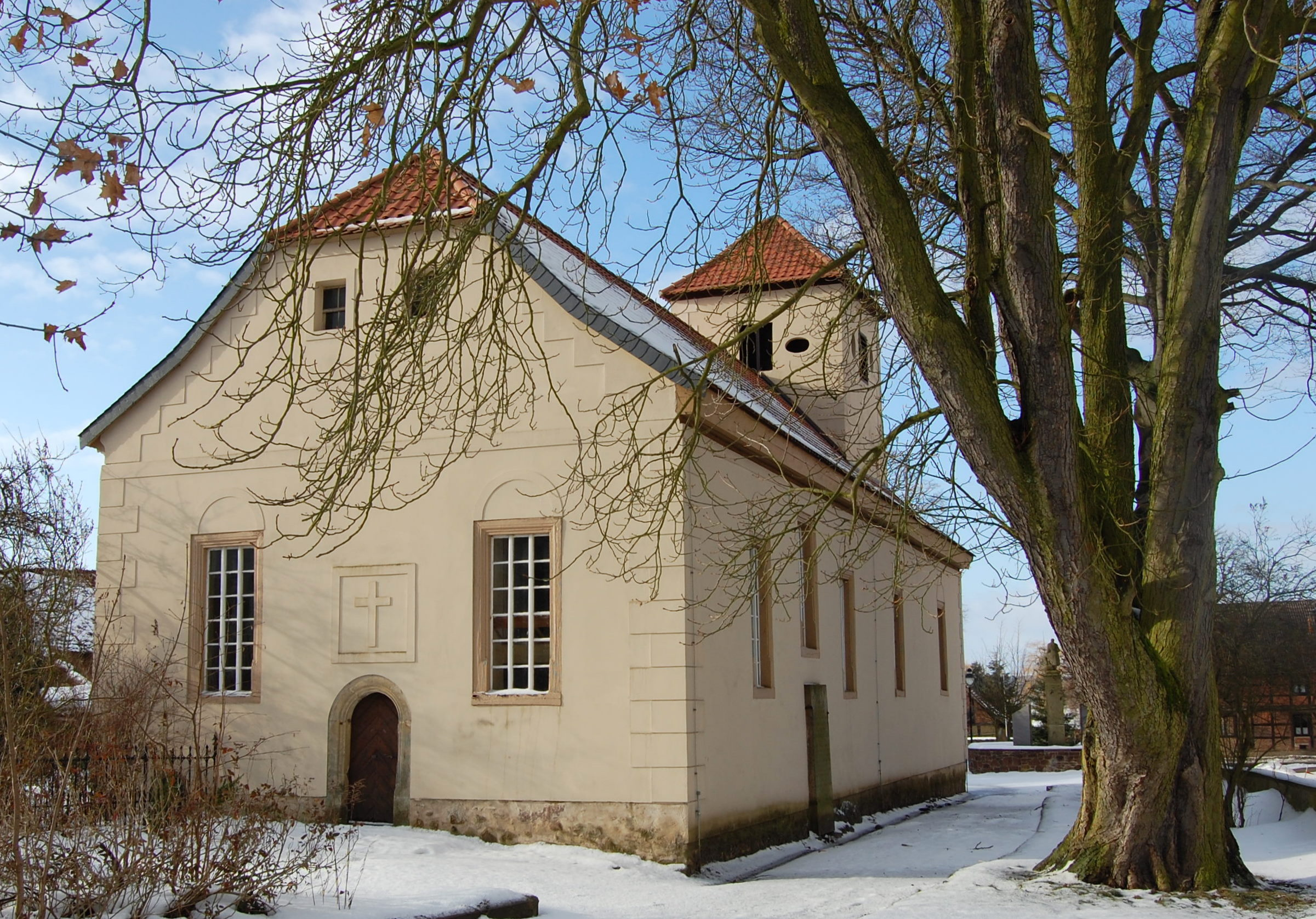
Ostseite

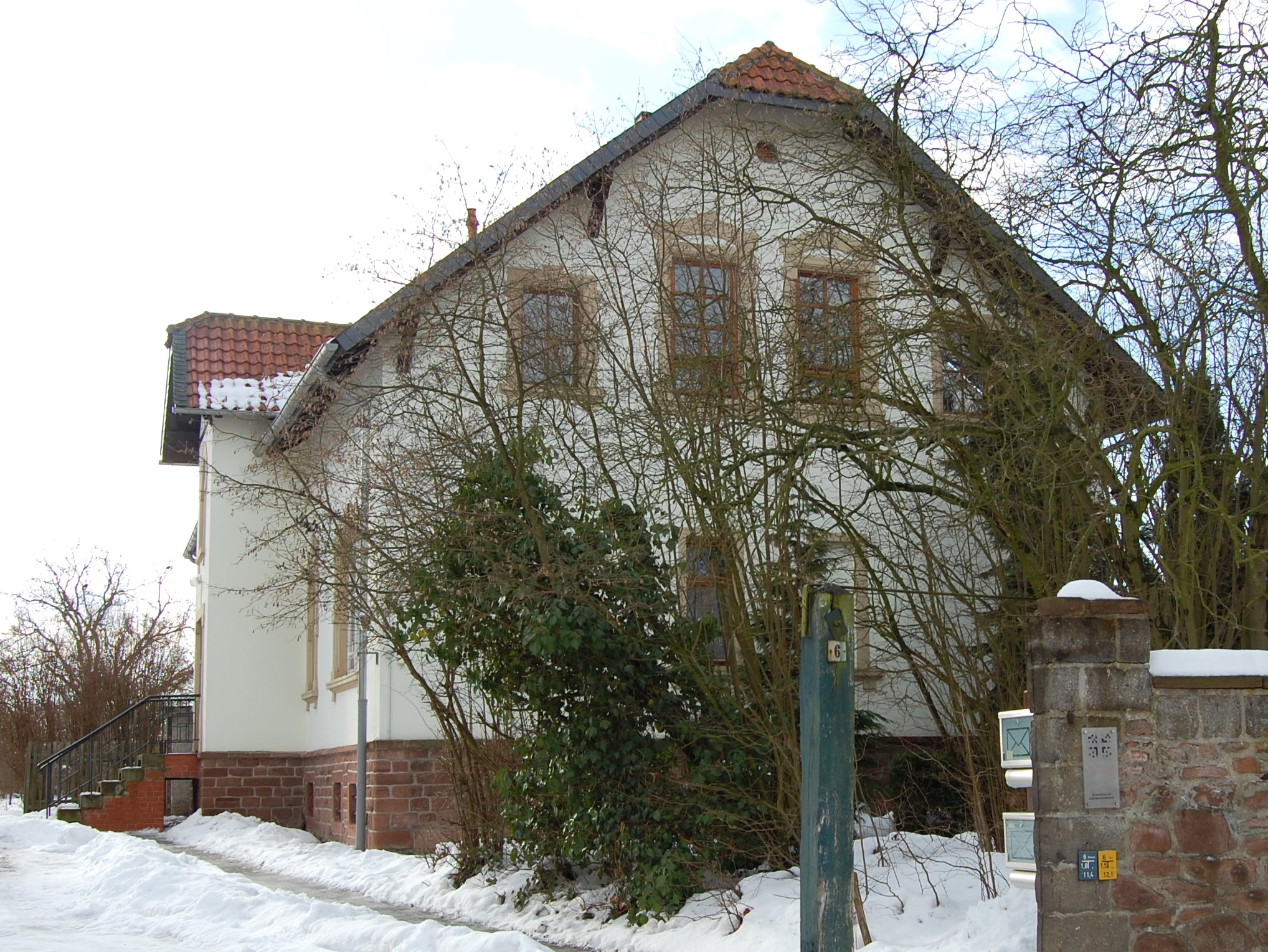
Pfarrhaus

Die Sankt-Petrus-Kirche ist die evangelische Kirche des zur Stadt Haldensleben gehörenden Dorfes Satuelle in Sachsen-Anhalt.

## Architektur und Geschichte
Die Kirche geht vermutlich bis auf romanische Zeit zurück. 1557 wurde in Satuelle die Reformation eingeführt. Im Jahr 1592, nach anderen Angaben 1596, wurde der Kirchensaal nach Osten erweitert. Zugleich wurden hohe rechteckige Fenster mit Sandsteinrahmung eingefügt. Weitere Umgestaltungen fanden 1670 und 1910, andere Angabe 1933, statt. Westlich des Kirchenschiffs befindet sich ein Giebelturm dessen Turmaufsatz wohl im 18. Jahrhundert entstand. 
Von 1821 bis 1828 war der Schriftsteller Heinrich Andreas Pröhle Pfarrer an der Kirche.

## Innengestaltung
Das Kircheninnere wird von einer flachen Decke überspannt. Die Ausstattung stammt von 1670. Die mit seitlichen Durchgängen versehenen Altarwand ist in den Rundgang der Empore einbezogen und mit Pilastern gegliedert. Die Kanzel ist polygonal gestaltet. An der nördlichen Seite der Kirche befindet sich die mit einem Allianzwappen der Familien von der Schulenburg und von Schenck geschmückte ehemalige Herrschaftsloge. In der Nähe des Pfarrgestühls befindet sich eine aus der Zeit um 1600 stammende, mit Eisenbeschlägen versehene, als Kasten aus Eichenholz gestaltete Sakramentsnische. Der achteckige Taufstein stammt aus der Zeit der Gotik. Das klassizistische Orgelprospekt stammt von 1820. 
Bemerkenswert ist der im Stil des Renaissance mit Rollwerkdekor gestaltete Grabstein für die 1575 verstorbenen Kinder Hans und Jürgen von der Schulenburg, die beide betend dargestellt sind.
Im Turm befinden sich zwei Stahlglocken, welche 1920 gegossen wurden.

## Außenbereich und Pfarrhof
Weitere Grabsteine befinden sich außen an der Kirche, so auch drei Inschriftengrabsteine aus dem 18. und 19. Jahrhundert. Die Kirche ist von einem ummauerten Kirchhof umgeben. Westlich der Kirche steht ein 1923 eingeweihtes Kriegerdenkmal für die Gefallenen des Ersten Weltkrieges. Später wurde es zum Gedenken an die Toten des Zweiten Weltkrieges und weiteren Unrechts des 20. Jahrhunderts erweitert. Östlich der Kirche befindet sich der Pfarrhof. Das heutige Pfarrhaus mit in Haustein gefassten Fensterwandungen wurde 1904 an der Stelle eines 1676 errichteten Vorgängerbaus gebaut.